# Parafia Matki Bożej Szkaplerznej w Ostrowie koło Gniewkowa
Parafia Matki Bożej Szkaplerznej w Ostrowie koło Gniewkowa jest jedną z 11 parafii leżącą w granicach dekanatu gniewkowskiego. Erygowana w 1892 roku.

## Dokumenty
Księgi metrykalne: 
- ochrzczonych od 1945 roku
- małżeństw od 1945 roku
- zmarłych od 1945 roku